# Mas Moió (edifici)
El Mas Moió és una masia del municipi de Font-rubí (Alt Penedès) inclosa a l'Inventari del Patrimoni Arquitectònic de Catalunya. Masia composta de planta baixa, pis i golfes, i coberta a dos vessants. Portal adovellat. Balcons al primer pis. Finestres de la planta baixa amb brancals, ampits i llindes de pedra. Baluard. Rellotge de sol. Edificacions agrícoles adossades. Valors històrics. El rellotge de sol du la data del 1855, possiblement de l'última reforma, la dels balcons. Es coneix que Mas Guineu, del terme de Torrelles de Foix, prové d'una escissió de Mas Moió, el que indica clarament els orígens medievals de la masia.

## Descripció
1. ↑  «Mas Moió». Inventari del Patrimoni Arquitectònic de Catalunya.   Direcció General del Patrimoni Cultural de la Generalitat de Catalunya. [Consulta: 1r setembre 2015].